# Refus de parvenir
Le refus de parvenir est un concept de la gauche libertaire élaboré au début du XXe siècle[réf. nécessaire]. 
Refus des privilèges, des distinctions, de la promotion individuelle, qu’elle soit syndicale, politique ou universitaire, le refus de parvenir est développé notamment par les syndicalistes révolutionnaires.

## Historiographie et définitions

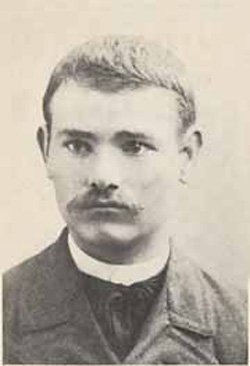
Albert Thierry.

C'est à l'intellectuel libertaire, instituteur et syndicaliste, Albert Thierry (1881-1915) que l'on doit la première formulation du concept dans une série d'articles titrés Réflexions sur l'éducation et publiés en 1912-1913 dans La Vie Ouvrière. Pour lui, « Refuser de parvenir, ce n'est ni refuser d'agir ni refuser de vivre : c'est refuser de vivre et d'agir pour soi et aux fins de soi », « C'est rester fidèle au prolétariat, c'est anéantir à sa source un égoïsme avide et cruel ».
L'idée pourtant n'est pas nouvelle, on la retrouve par exemple dans la pensée du géographe libertaire Élisée Reclus (1830-1905) qui affirme que « Tant que notre triomphe ne sera pas en même temps celui de tous, ayons la chance de ne jamais réussir ! ».
L'écrivain prolétarien Marcel Martinet (1887-1944), est encore plus précis : « Le refus de parvenir du prolétaire capable de parvenir n’a de sens que doublé par la volonté de parvenir du prolétariat ».
Pour l'historien français Christophe Prochasson, dans son ouvrage La gauche est-elle morale ? publié en 2010, « Le refus de parvenir est constitutif de la morale militante de la gauche ».
Pour l'historienne suisse Marianne Enckell, le refus de parvenir est d'abord un refus de vivre et d'agir uniquement pour soi, « pour mettre son savoir-faire comme ses compétences au profit de la solidarité », du collectif.

### Postérité
Dans la foulée de Mai 68, plusieurs dizaines d'étudiants maoïstes quittent l'université pour aller travailler en usine, c'est le mouvement des « établis ». Pour le sociologue Marnix Dressen, ce « refus de parvenir résultait d'un refus de la propriété privée, mais il était surtout articulé au rejet du privilège scolaire, véritable péché originel ».